# Business case
Um business case, em português caso de negócio, capta o raciocínio para a iniciação de um projeto ou tarefa. Muitas vezes é apresentado em um documento escrito bem estruturado, mas também pode vir, por vezes, sob a forma de um argumento verbal curto ou apresentação. A lógica do caso de negócio é que, sempre que os recursos, como dinheiro ou esforço, são consumidos, eles devem estar em apoio a uma necessidade de negócio específica. Um exemplo pode ser que uma atualização de software pode melhorar o desempenho do sistema, mas o "caso de negócio" é que um melhor desempenho iria melhorar a satisfação do cliente, exigir menos tempo de processamento de tarefas ou reduzir os custos de manutenção do sistema. Um caso de negócio atraente capta adequadamente tanto as características quantificáveis e não quantificáveis de um projeto proposto. O caso do negócio depende da atitude de negócio e do volume do negócio.
Casos de negócios podem variar de abrangentes e altamente estruturados, conforme exigido pelas metodologias de gerenciamento de projetos formais, a informais e breves. As informações incluídas em um caso de negócios formal poderia ser o plano de fundo (background) do projeto, os benefícios comerciais esperados, as opções consideradas (com razões para rejeitar ou levar adiante cada opção), os custos esperados do projeto, uma análise de lacunas e os riscos esperados. Deverá também ser dada à opção de não fazer nada, incluindo os custos e riscos de inatividade. A partir desta informação, a justificativa para o projeto é derivada. Note que não é o trabalho do gerente de projeto construir o caso de negócio, esta tarefa é normalmente da responsabilidade das partes interessadas e patrocinadores.

## Razões para criação de um caso de negócio
Casos de negócios são criados para ajudar os decisores a assegurar que:
- a iniciativa proposta terá valor e prioridade relativa em comparação com iniciativas alternativas com base nos objetivos e benefícios esperados estabelecidos no caso de negócio
- os indicadores de desempenho encontrados no caso de negócio são identificados a serem utilizados para realização proativa do negócio e mudança de comportamento.